# Siatka stereograficzna
Jest siatką katograficzną, płaszczyznową. Powstaje w wyniku puszczenia wiązek światła na płaszczyznę z przeciwległego bieguna.

## Cechy
- odległość między równoleżnikami wzrasta wolno, dużo wolniej niż w siatce centralnej;
- równik tworzy koło dwa razy większe od równika na kuli;
- jest to siatka wiernokątna.
- równoleżniki to koła współśrodkowe
- południki to pęk linii wychodzących z bieguna pod tym samym kątem co w rzeczywistości
- południki i równoleżniki przecinają się pod kątem 90 stopni
- zniekształcenia w obu kierunkach są takie same
- kąty są zachowane wiernie
- można przedstawić całą kule z wyjątkiem punktu rzutowania
- jako pierwszy stosował ją Hipparach
- stosuje się ją do przedstawiania obszarów podbiegunowych i map nieba